# Diacyclops navus
Diacyclops navus är en kräftdjursart som först beskrevs av Herrick 1882.  Diacyclops navus ingår i släktet Diacyclops och familjen Cyclopidae. Inga underarter finns listade i Catalogue of Life.